# Brachymeria flegiae
Brachymeria flegiae är en stekelart som beskrevs av Burks 1960. Brachymeria flegiae ingår i släktet Brachymeria och familjen bredlårsteklar. Inga underarter finns listade.